# Тестирање стварности
Тестирање стварности је психотерапијска метода помоћу које посматрач рефлектује и вреднује објективни или стварни свет и његов однос према њему. Овај процес разликовања унутрашњег света мисли и осећања од спољног света је техника која се обично користи у психоанализи и бихејвиоралној терапији, а првобитно  је осмислио Сигмунд Фројд.

## Сврха
У оквиру психотерапије и саветовања, практичари користе тестирање стварности како би утицали на пацијента или клијента да препознају своје негативне мисли, процене мисли логички, а не емоционално, а затим утврде да ли су мисли исправне (тј. интерно доследне и утемељене у стварности). Фокус тестирања стварности није нужно концентрисан на извор понашања или мисли, већ на чињеницу да се тренутне мисли појављују и утичу на понашање овде и сада. Након подвргавања овој техници, пацијент или клијент често може видети да мисли које доживљава нису валидне, или засноване на стварности, па их стога не треба користити као основу за животне одлуке. Тестирање стварности може се користити на овај начин како би се олакшало корективно емоционално искуство тако што ће се потврдити и изменити претходно држана негативна или нереална очекивања у корист прилагодљивијих функција. Психотерапијске методе, попут рационалне емоционалне терапије понашања и когнитивно-бихејвиоралне терапије, увелико се ослањају на способност клијента да често сам прегледа унутрашње мисли и процени њихов претходни утицај на перцепције, судове и понашање. Континуирано тестирање стварности које воде терапеути може помоћи клијентима да науче како да уобичајено испитају сопствене мисаоне обрасце и понашање без сталне потребе за терапеутом. Стална и продужена изложеност мноштву корективних искустава може довести до тога да клијенти формирају сопствене унутрашње и трајне промене у мислима, очекивањима, осећањима и понашању. Тестирање стварности је такође идентификовано као куративни фактор када се спроводи у оквиру групне терапије. У групном саветовању, клијенти могу да користе перспективе других чланова групе као основу за тестирање стварности и да добију тренутне повратне информације кроз групне дискусије, играње улога и друге групне активности.

## Карактеристике
Терапеути који користе технике тестирања стварности обично се ослањају на клијентове менталне процесе пажње, перцепције, памћења и просуђивања како би им помогли да дођу до формирања логичких закључака о томе како су њихова унутрашња искуства повезана са спољном стварношћу. Ограничене могућности тестирања стварности понекад могу бити функција менталног поремећаја. Таквим људима може да недостаје увид и способност да разликују спољашњи и унутрашњи свет као фактор психозе. На пример, халуцинације и заблуде често се узимају као знаци неуспеха тестирања стварности. Тестирање стварности је идентификовано као један од уобичајених терапијских принципа промене. Принципе промене деле сва теоријска усмерења терапије и укључују стратегије као што су: промовисање уверења клијента у ефикасност терапије, стварање и одржавање терапијског савеза са клијентом, проширивање свести клијента о факторима који утичу на његове проблеме и подстицање клијента да се укључи у корективна искуства.
Истицање текућег тестирања стварности у животу клијента показало се као један од принципа промене који се може користити за објашњење темељне ефикасности техника терапијског саветовања, без обзира на теоријске идеале. Из тог разлога, аспекти тестирања стварности могу бити укључени у различите планове терапијског третмана.